# Loukov u Mnichova Hradiště
Loukov u Mnichova Hradiště – stacja kolejowa w miejscowości Loukov, w kraju środkowoczeskim, w Czechach. Znajduje się na wysokości 240 m n.p.m..
Jest zarządzana przez Správę železnic. Na stacji istnieje możliwość zakupu biletów i rezerwacji miejsc. 

## Linie kolejowe
- 070 Praha – Turnov